# King Biscuit Flower Hour Presents: Robin Trower in Concert
Albums de Robin Trower
20th Century Blues
(1994) Someday Blues
(1997)
King Biscuit Flower Hour Presents: Robin Trower In Concert est un album de Robin Trower enregistré en public le 18 octobre 1977 au Coliseum de New Haven dans l'état du Connecticut.
Le concert fut enregistré dans le cadre de l'émission de radio américaine King Biscuit Flower Hour et sortira sur le label King Biscuit Flower Hour le 27 février 1996. Ce concert fut donné lors de la tournée de promotion de l'album In City Dreams dont l'album contient trois titres, mais la majorité des titres provient de l'album sorti en 1974, Bridge of Sighs.

## Musiciens
- Robin Trower: guitares
- James Dewar: chant
- Bill Lordan: batterie, percussions
- Rusty Allen: basse

## Liste des titres
| No  | Titre                                             | Auteur                       | Durée |
| --- | ------------------------------------------------- | ---------------------------- | ----- |
| 1.  | Lady Love (de Bridge of Sighs, 1974)              | James Dewar / Robin Trower   | 3:54  |
| 2.  | Somebody Calling (de In City Dreams, 1977)        | Dewar / Trower               | 5:40  |
| 3.  | Falling Star (de In City Dreams, 1977)            | Dewar / Trower               | 3:12  |
| 4.  | Too Rolling Stoned (de Bridge of Sighs, 1977)     | Trower                       | 5:39  |
| 5.  | Smile (de In City Dreams, 1977)                   | Dewar / Trower               | 5:18  |
| 6.  | Daydream (de Twice Removed from Yesterday, 1973)  | Dewar / Trower               | 12:36 |
| 7.  | Fool & Me (de Bridge of Sighs, 1974)              | Dewar / Trower               | 4:40  |
| 8.  | Bridge of Sighs (de Bridge of Sighs, 1974)        | Trower                       | 9:04  |
| 9.  | Day of the Eagle (de Bridge of Sighs, 1974)       | Trower                       | 3:47  |
| 10. | Little Bit of Sympathy (de Bridge of Sighs, 1974) | Trower                       | 7:02  |
| 11. | Messin' the Blues (de Long Misty Days, 1976)      | Dewar / Bill Lordan / Trower | 6:44  |
| 12. | Further On Up the Road (de In City Dreams, 1977)  | Joe Medwick / Don Robey      | 2:41  |